# 7603 Salopia
A 7603 Salopia (ideiglenes jelöléssel 1995 OA2) a Naprendszer kisbolygóövében található aszteroida. Stephen P. Laurie fedezte fel 1995. július 25-én.